# Chiesa di Sant'Andrea (Chiusanico)
La chiesa di Sant'Andrea è un luogo di culto cattolico situato nella frazione di Gazzelli nel comune di Chiusanico, in piazza Domenico Belmonte, in provincia di Imperia. La chiesa è sede della parrocchia omonima della zona pastorale di Pontedassio della diocesi di Albenga-Imperia.

## Storia
Tracce della primitiva chiesa del borgo di Gazzelli sono attestate al periodo medievale. Nel corso del 1460 su decisione del vescovo di Albenga Napoleone Fieschi l'edificio fu elevata al titolo di parrocchiale smembrandola dalla precedente giurisdizione della parrocchia di San Michele di Bestagno (Pontedassio). Il precedente edificio aveva, oltre all'altare maggiore, ben cinque altari laterali dedicati a sant'Antonio, alla Madonna del Rosario, a san Giovanni Battista, a santa Lucia e all'Annunciazione della Beata Vergine Maria (della Santa Croce).
Nel 1606 si decise di avviare un radicale intervento di modifica dell'impianto medievale, trasformandolo nell'attuale stile architettonico barocco. In un documento del 1613 si apprende che l'opera già disponeva dei nuovi perimetrali, della sacrestia, del coro, della cappella maggiore e di due cappelle ai lati e dell'attiguo campanile; al 1616 risulta ultimata e affrescata la nuova volta della parrocchiale.
Visitata dal vescovo ingauno Francesco de' Marini nel 1657 - anno in cui si procedette alla consacrazione dell'altare maggiore e dell'edificio - la chiesa subì nel corso della seconda metà del XVII secolo lavori di manutenzione straordinaria alle coperture e alle muratura esterne. La torre campanaria fu ulteriormente innalzata tra il 1709 e il 1711; nel 1734 fu completato il nuovo sagrato acciottolato. Nel corso dell'Ottocento, intorno agli anni trenta, fu rifatta la facciata nello stile neoclassico su progetto dell'architetto Giuseppe Lorenzetti di Triora.

## Descrizione
L'interno della chiesa, in stile barocco, si presenta ad unica navata e di forma rettangolare, con coro profondo e cappelle laterali. La volta del coro è stata affrescata dal pittore Giuseppe Guglielmetti con la raffigurazione del Santissimo Sacramento tra angeli; lo stesso artista realizzò l'affresco del Martirio di Sant'Andrea presente sull'arco trionfale del presbiterio. Il santo è raffigurato, inoltre, nel paliotto dell'altare maggiore che, secondo uno studio, potrebbe essere attribuibile allo scultore genovese Agostino De Ferrari sicuramente presente ad Oneglia nel corso del XVIII secolo.
Nel coro è custodita la tela di Sant'Andrea che si avvia verso il luogo del martirio di ignoto artista mentre sul lato sinistra campeggia il dipinto di San Nicola di Mira. Altre opere pittoriche il dipinto raffigurante San Sebastiano e san Rocco e la tela di Sant'Elisabetta che visita la Vergine, quest'ultima inizialmente attribuita al pittore Federico Fiori il Barocci, poi agli artisti Domenico Piola o Pellegro Piola e, più recentemente, al maestro Bartolomeo Biscaino.
Tra le statue quella processionale di Sant'Andrea (opera di Ferdinando Stauflesser di Ortisei), di San Carlo Borromeo, della Madonna Addolorata e della Madonna del Rosario. Il fonte battesimale risale al 1640. L'organo della ditta Agati di Pistoia è datato al 1844.